# La legione perduta
La legione perduta (The Misplaced Legion) è un romanzo pubblicato nel 1987 da Harry Turtledove. È il libro con cui convenzionalmente viene fatta iniziare la saga di Videssos.
Il libro è stato tradotto in polacco, ceco, russo, oltre che in italiano.

## Trama
Tutto inizia in Gallia, al tempo della conquista della Gallia da parte di Giulio Cesare. Un distaccamento di tre Coorti di una Legione romana si deve unire al grosso delle Forze Armate di Cesare, che si stanno preparando ad un attacco contro i Galli. La Legione è capitanata da un giovane Tribuno, Marcus Aemilius Scaurus, originario di Mediolanum, le cui caratteristiche fisiche di essere alto e biondo lo fanno più assomigliare a un celta che ad un romano. Il Comandante in seconda è invece un anziano Centurione di nome Gaius Philippus, Veterano della guerra civile dell'82 a.C. tra Gaio Mario e Lucio Cornelio Silla, nella quale uscì sconfitto visto che prese le parti del primo. Gaius Philippus si unì poi ai rivoltosi iberici di Quinto Sertorio, uscendo quindi nuovamente sconfitto.
Nel corso del viaggio, passando per una radura, la legione viene assalita da un grosso esercito gallico. Inizia così una sanguinosa battaglia. Il capo dei galli, Viridovix, vedendo le numerose perdite nel suo schieramento, e rendendosi conto che la vittoria sarebbe potuta giungere solo a costo di perdite ancor più gravi, sfida a duello Scaurus. Gli uomini dell'esercito del generale perdente sarebbero divenuti schiavi del vincitore. Marcus si vede costretto ad accettare, per il bene dei suoi legionari. Ambedue i duellanti possiedono, l'uno all'insaputa dell'altro, delle spade druidiche, le cui lame sono istoriate di simboli arcani. Quando le spade vengono a contatto, i simboli iniziano ad emettere luce. Si crea così un alone, che ricopre i due duellanti, e tutta la legione. Questo alone trasporta in un posto sconosciuto la legione, ed il capo gallo.
Ritrovatisi la mattina successiva in un luogo sconosciuto, i romani avvistano un gruppo di soldati che parlano una lingua che nessun romano riesce a decifrare. Dopo un po' apprendono di essere stati trasportati nello sconosciuto impero videssiano, lacerato dalle guerre, i cui capi sono sempre in cerca di mercenari. Arrivati in una città di nome Imbros, i romani apprendono che in quella terra viene usata con molta perizia l'arte della guarigione da dei preti guaritori, e riescono a risanare le ferite incurabili riportate nella ormai lontana Gallia. La cosa interessa particolarmente il dottore della legione, il greco Gorgidas, che inizierà a studiare tale arte, ma con scarsi risultati a causa della sua diffidenza verso la magia, visto il suo modo di pensare secondo la ragione. A Imbros la legione trascorre tutto l'inverno, imparandone la lingua, gli usi ed i costumi. I Videssiani adorano un solo Dio, Phos, che è in lotta contro un Dio malvagio, adorato dagli Yezda, cioè Skotos.
All'arrivo della primavera i romani vengono accompagnati nella capitale, Videssos. Marcus, insieme agli altri ufficiali romani, viene invitato ad un banchetto organizzato in suo onore dall'imperatore videssiano, Mavrikios Gavras. Al banchetto Marcus conosce il fratello dell'imperatore, Thorisin, la figlia dell'imperatore Alypia e il primo ministro di corte, Vardanes Sphrantzes, appartenente alla fazione burocratica di Videssos, in contrapposizione con quella militare rappresentata dalla famiglia dei Gavras. Al banchetto il tribuno conosce l'attraente namdalena Helvis, che purtroppo è sposata con il capo dei mercenari namdaleni, Hemond, con il quale il tribuno ha stretto amicizia. Durante la serata il generale romano rovescia per errore del vino sulla tunica dell'inviato degli yezda, Avshar, il quale, infuriato, lo sfida a duello. Durante lo scontro Avshar, essendo un potente stregone, compie diverse magie per vincere, ma Marcus, grazie alla spada druidica, non ne risente, e riesce a vincere il duello e risparmia la vita all'avversario in quanto svenuto durante il combattimento.
Il duello fa immediatamente diventare famoso il tribuno, visto come un eroe da tutti i videssiani, in quanto erano terrorizzati da Avshar, che era stato inviato come ambasciatore a Videssos dagli yedza, per farsi beffe dei locali. L'imperatore riceve personalmente al suo cospetto Marcus, per congratularsi con questi per la vittoria ottenuta sul perfido nemico. Avshar umiliato prova a vendicarsi inviando un nomade kharmoth ad assassinare Marcus negli alloggiamenti dei romani, ma quest'ultimo lo sorprende e lo cattura. Si scopre che il nomade è drogato, allora il tribuno chiama uno dei più potenti maghi di Videssos, il prete Nepos, suo personale amico, che riesce a scoprire che chi ha inviato il kharmoth è Avshar. Marcus allora avvisa il più alto generale videssiano, Nephon Khoumnos, nonché suo amico, e questi organizza un gruppo di soldati videssiani e namdaleni comandati da Hemond per catturare Avshar. I soldati entrati nell'appartamento del diplomatico non lo trovano, ma in compenso scovano una mappa che indica il percorso della sua fuga già progettata giorni prima, anche se questa si svela essere una trappola. Attraverso la magia, Avshar fa combattere i soldati contro delle armi stregate, e nello scontro Hemond perde la vita. Il gruppo di soldati riesce a tirarsi fuori dai pasticci solo grazie alla spada magica di Marcus che, toccando con la sua lama quelle stregate, riesce a far perdere loro il. Tuttavia, Avshar è ormai riuscito ad abbandonare la città. Marcus secondo la tradizione namdalena porta la spada del marito morto ad Helivis, e scopre che i due avevano anche avuto un figlio, Malric, un bambino di tre anni.
Saputo dell'accaduto, l'imperatore raduna la popolazione nell'ippodromo dove annuncia che l'impero muoverà guerra contro Yezd, visto le continue scorrerie sui confini dell'impero. Il tradimento di Avshar è stata la goccia che ha fatto traboccare il vaso. I videssiani sono entusiasti e inneggiano alla guerra, mentre Mavrikios inizia i preparativi per radunare più truppe che può a Videssos, per iniziare la sua campagna, chiedendo aiuto anche agli stati vicini.

## Edizioni in italiano
- Harry Turtledove, La legione perduta, traduzione di Annarita Guarnieri, Arese: Interface press, 1987
- Harry Turtledove, La legione perduta, traduzione di Annarita Guarnieri, Milano: Nord, 1989
- Harry Turtledove, La legione perduta. Libro primo, Milano: Sperling paperback, 1994
- Harry Turtledove, La legione perduta, romanzo, traduzione di Annarita Guarnieri, Milano: TEA, 2005